# Masayuki Kojima
Masayuki Kojima (小島 正幸, Kojima Masayuki) est un réalisateur de film d'animation japonais.

## Filmographie

### Longs métrages
- 1998 : Fire Force DNA Sights 999.9 (火聖旅団ダナサイト999.9, Kasei ryodan danasaito 999.9?)
- 2006 : Spirit of the Sun (太陽の黙示録, Taiyou no mokushiroku?)
- 2007 : Piano Forest (ピアノの森, Piano no mori?)
- 2011 : Le Chien du Tibet (チベット犬物語, Tibet inu monogatari?)

### Séries télévisées
- 1995-1998 : Azuki-chan
- 1998-1999 : Master Keaton
- 2002-2003 : Hanada shōnen-shi
- 2004-2005 : Monster
- 2014 : Black Bullet
- 2017 : Made in Abyss